# Canton de Belmont-sur-Rance
Le canton de Belmont-sur-Rance est une ancienne division administrative française située dans le département de l'Aveyron et la région Midi-Pyrénées.

## Géographie
Ce canton était organisé autour de Belmont-sur-Rance dans l'arrondissement de Millau. Son altitude variait de 330 m (Montlaur) à 1 013 m (Murasson) pour une altitude moyenne de 498 m.

## Histoire
- De 1833 à 1848, les cantons de Belmont et de Camarès avaient le même conseiller général. Le nombre de conseillers généraux était limité à 30 par département[1].

## Représentation

### Conseillers généraux de 1833 à 2015
| Période | Période               | Identité                               | Étiquette             | Qualité                                                                         |
| ------- | --------------------- | -------------------------------------- | --------------------- | ------------------------------------------------------------------------------- |
| 1833    | 1839                  | Antoine Pierre Castan père (1769-1856) |                       | Négociant à Belmont-sur-Rance                                                   |
| 1839    | 1871                  | Jean Pierre Rols                       |                       | Médecin et juge de paix du canton Maire de Belmont-sur-Rance                    |
| 1871    | 1874 (décès)          | Théophile Rouquette                    |                       | Avocat, Maire de Saint-Sever-du-Moustier (1870-1871)                            |
| 1875    | 1892 (décès)          | Jean-Baptiste Mallevialle              | Centre gauche         | Médecin - Député (1881-1885) Maire de Belmont-sur-Rance                         |
| 1892    | 1907 (décès)          | Camille Gaubert                        | Conservateur          | Médecin, maire de Saint-Sever-du-Moustier (1871-1902)                           |
| 1908    | 1937                  | Philippe Bonnet                        | Rad.                  | Médecin - Maire de Belmont-sur-Rance (1900-1903)                                |
| 1937    | 1940                  | Jean-Pierre Céleste Casimir Courrech   | Conservateur          | Pharmacien - Maire de Belmont-sur-Rance                                         |
|         |                       |                                        |                       |                                                                                 |
| 1943    | 1945                  | Albert Cabanes (1903-1982)             |                       | Maire de Montlaur Nommé conseiller départemental en 1943                        |
|         |                       |                                        |                       |                                                                                 |
| 1945    | 1949                  | Pierre Birot                           | Rad.                  | Agriculteur Maire de Rebourguil                                                 |
| 1949    | 1967                  | Maurice Galtier                        | RI                    | Médecin à Belmont-sur-Rance                                                     |
| 1967    | décembre 2001 (décès) | Abbé Albert Aliès (1926-2001)          | UDR puis CNI puis DVD | Ecclésiastique, maire de Belmont-sur-Rance (1965-2001)                          |
| 2002    | 2015                  | Monique Aliès (nièce du précédent)     | DVD                   | Éducatrice spécialisée en disponibilité, maire de Belmont-sur-Rance depuis 2001 |

### Résultats électoraux détaillés
- Élections cantonales de 2004 : Monique Aliès   (Divers droite) est élue au second tour avec 51,46 % des suffrages exprimés, devant Daniel Mouls   (Divers droite) (27,39 %) et Alice Cance (PS) (21,15 %). Le taux de participation est de 80,38 % (1 770 votants sur 2 202 inscrits)[8].
- Élections cantonales de 2011 : Monique Aliès   (Divers droite) est élue au premier tour avec 50,95 % des suffrages exprimés, devant Jean-Louis Cabanes   (PS) (43,49 %) et Nicole Couffin ( (PCF) (0 %). Le taux de participation est de 45,42 % (6 204 votants sur 13 658 inscrits)[9].

### Conseillers d'arrondissement (de 1833 à 1940)
Le canton de Belmont appartenait à l'arrondissement de Saint-Affrique jusqu'à sa disparition en 1926.
| Période                                  | Période      | Identité                                        | Étiquette    | Qualité |
| ---------------------------------------- | ------------ | ----------------------------------------------- | ------------ | --- |
| 1833                                     | 1840 (décès) | Jean Joseph Louis Guillaume Cabanes (1768-1840) |              | Docteur en médecine, juge de paix à Belmont                                                                 |
| 1840                                     | 1859 (décès) | Jean Jacques Gaubert (1800-1859)                |              | Médecin, maire de Saint-Sever-du-Moustier (1831-1859)                                                       |
| 1859                                     | 1864         | Léon Castan                                     |              | Maire de Saint-Affrique (1856-1864)                                                                         |
| 1864                                     | 1877         | Martin Fraissinet (1816-1878)                   |              | Avocat, maire de Belmont-sur-Rance de 1848 à 1870                                                           |
| 1877                                     | 1895         | Cyprien Enjalbert                               | Républicain  | Maire de Montaur de 1870 à 1897, Président du Conseil d'arrondissement                                      |
| 1895                                     | 1919         | Jean Cros                                       |              | Maire de Rebourguil, Président du Conseil d'arrondissement                                                  |
| 1919                                     | 1928         | M. Cros                                         | RG           | Propriétaire à Rebourguil                                                                                   |
| 1928                                     | 1940         | Louis Devic                                     | Conservateur | Ancien maire de Belmont-sur-Rance                                                                           |
| 1940                                     |              |                                                 |              | Les conseils d'arrondissement ont été suspendus par la loi du 12 octobre 1940 et n'ont jamais été réactivés |
| Les données manquantes sont à compléter. |              |                                                 |              | |

## Composition
Le canton de Belmont-sur-Rance regroupait six communes et comptait 2 557 habitants (recensement de 2006 population municipale).
| Communes                | Population (2012) | Code postal | Code Insee |
| ----------------------- | ----------------- | ----------- | ---------- |
| Belmont-sur-Rance       | 1 012             | 12370       | 12025      |
| Montlaur                | 667               | 12400       | 12154      |
| Murasson                | 207               | 12370       | 12163      |
| Mounes-Prohencoux       | 197               | 12370       | 12192      |
| Rebourguil              | 268               | 12400       | 12195      |
| Saint-Sever-du-Moustier | 226               | 12370       | 12249      |

## Démographie
| 1962  | 1968  | 1975  | 1982  | 1990  | 1999  | 2006  | 2011  | 2012  |
| ----- | ----- | ----- | ----- | ----- | ----- | ----- | ----- | ----- |
| 3 464 | 3 019 | 2 639 | 2 517 | 2 524 | 2 508 | 2 577 | 2 500 | 2 487 |